# Лоч Ломонд (Вирџинија)
Лоч Ломонд (енгл. Loch Lomond) насељено је место без административног статуса у америчкој савезној држави Вирџинија.

## Демографија
По попису из 2010. године број становника је 3.701, што је 290 (8,5%) становника више него 2000. године.
| Група             | 2000.         | 2010.         |
| Белци             | 2.562 (75,1%) | 1.781 (48,1%) |
| Афроамериканци    | 239 (7,0%)    | 207 (5,6%)    |
| Азијати           | 72 (2,1%)     | 100 (2,7%)    |
| Хиспаноамериканци | 481 (14,1%)   | 1.538 (41,6%) |
| Укупно            | 3.411         | 3.701         |